# 蜜と毒〜逆恨みの復讐
『蜜と毒〜逆恨みの復讐』（みつとどく さかうらみのふくしゅう）は、柏屋コッコによる漫画作品。forcsの電子書籍レーベル「ブラックショコラ」の作品として2017年11月2日から2020年10月24日まで連載された。2019年には双葉社から紙の単行本が出版されている。
2024年1月より、BSテレ東にてテレビドラマが放送された。

## 登場人物
小坂 マチコ（こさか マチコ）
主人公。
小坂 亮平（こさか りょうへい）
マチコの夫。

## 書誌情報
| 巻数 | 電子書籍発売日 | 書籍発売日    | ISBN              |
| ---- | -------------- | ------------- | ----------------- |
| 1    | 2022年7月22日  | 2019年2月16日 | 978-4-575-33758-7 |
| 2    | 2022年7月22日  | 2019年2月16日 | 978-4-575-33759-4 |
| 3    | 2022年8月19日  |               |                   |
| 4    | 2022年8月19日  |               |                   |
| 5    | 2022年9月23日  |               |                   |
| 6    | 2022年10月21日 |               |                   |
| 7    | 2022年11月11日 |               |                   |
| 8    | 2022年12月23日 |               |                   |

## テレビドラマ
『蜜と毒』（みつとどく）のタイトルで、2024年1月11日（10日深夜）から3月21日（20日深夜）までBSテレ東の「DRAMA ADDICT」枠で放送された。主演は入来茉里と白石隼也。

### キャスト

#### 主要人物
小坂マチコ（こさか マチコ）
演 - 入来茉里
亮平の妻。結婚後はパートとして以前の会社に勤めているが、正社員に復帰したいと願っている。夫の不倫を知り、一度だけ圭介と関係を持ってしまう。
小坂亮平（こさか りょうへい）
演 - 白石隼也
マチコの夫。大手商社の部長。優梨子と不倫しているが、マチコとは別れたくない。
大塚圭介
演 - 柾木玲弥
マチコの会社の同僚。マチコに異常な執着を見せる。
小鳥遊優梨子
演 - 大谷凜香
亮平の会社の取引先の社長令嬢。亮平の浮気相手。亮平をマチコから奪おうとしている。

#### 周辺人物
小鳥遊徹
演 - 神尾佑
亮平の会社の取引先の社長。優梨子の父。優梨子を見合い相手と結婚させようとしている。
上田部長
演 - 梨本謙次郎
マチコの上司。
中井奈緒
演 - 玉井らん
マチコの同僚。
下川紗英
演 - 竹野留里
マチコの同僚。
塚田
演 - 田中洸希（SUPER★DRAGON）

桜小路由伸
演 - 板倉武志
桜小路グループの社長子息。優梨子の見合い相手で婚約者。

### スタッフ
- 原作 - 柏屋コッコ『蜜と毒〜逆恨みの復讐』（forcs刊）[4]
- 脚本 - 本山久美子、大谷洋介[4]
- 主題歌 - yukaDD「By Your Side」（avex trax）[9]
- 監督 - 大内隆弘、佐々木梢、金子功[4]
- プロデューサー - 小林教子（テレビ東京）、佐々木梢（PROTX）[4]
- コンテンツプロデューサー - 浅岡彩子（BSテレ東）、髙橋一馬（BSテレ東）、由井絵梨子（BSテレ東）、久保田渉（BSテレ東）、荻野史歩（BSテレ東）[4]
- 制作 - BSテレ東、PROTX
- 製作著作 - 「蜜と毒」製作委員会2024

### 放送日程
| 話数              | 放送日  | サブタイトル                                                     | 脚本       | 監督     |
| ----------------- | ------- | ---------------------------------------------------------------- | ---------- | -------- |
| 第1話             | 1月11日 | 甘い香りの女と飴をくれる男～不倫は地獄の始まり                   | 本山久美子 | 大内隆弘 |
| 第2話             | 1月18日 | ショールを贈る夫と呼び出された妻～ほつれた糸は裏切りの証         | 本山久美子 | 大内隆弘 |
| 第3話             | 1月25日 | 帰れない夫と待つ二人の女～逃れられない復讐の幕が上がる           | 大谷洋介   | 大内隆弘 |
| 第4話             | 2月01日 | 消えない証拠と追い詰められる妻～社内不倫の行き先は地獄           | 大谷洋介   | 佐々木梢 |
| 第5話             | 2月08日 | シャンパンが好きな女といちご飴が好きな男～初恋は痛くて重い       | 本山久美子 | 佐々木梢 |
| 第6話             | 2月15日 | 花を贈る夫と花を齧る男～ガーベラの花言葉は“あなたは僕の輝く太陽” | 大谷洋介   | 佐々木梢 |
| 第7話             | 2月29日 | 閉じ込める女と訪問する男～旅の予定は未定                         | 本山久美子 | 金子功   |
| 第8話             | 3月07日 | 疑う夫と打ち明けられない妻～不倫の事実が暴かれる                 | 大谷洋介   | 金子功   |
| 第9話             | 3月14日 | 彷徨う夫と探す妻～結婚指輪は夫婦の絆                             | 大谷洋介   | 大内隆弘 |
| 第10話 （最終回） | 3月21日 | 刺す女と絞める男～これが不倫の代償                               | 本山久美子 | 大内隆弘 |

### 放送局
| 放送期間                | 放送時間         | 放送局       | 対象地域 | 備考   |
| ----------------------- | ---------------- | ------------ | -------- | ------ |
| 2024年1月11日 - 3月21日 | 木曜 0:00 - 0:30 | BSテレ東     | 全国     | 製作局 |
|                         |                  | テレビ大阪   | 大阪府   |        |
|                         |                  | テレビ北海道 | 北海道   |        |
|                         |                  | TVQ九州放送  | 福岡県   |        |
| 2024年1月16日 - 3月26日 | 火曜 0:30 - 1:00 | テレビ愛知   | 愛知県   |        |

### ネット配信
| 配信開始月 | 配信サイト     | 配信料金     | 備考                       |
| ---------- | -------------- | ------------ | -------------------------- |
| 2024年1月  | ネットもテレ東 | 広告付き無料 | 見逃し配信                 |
| 2024年1月  | TVer           | 広告付き無料 | 見逃し配信                 |
| 2024年1月  | DMM TV         | 定額制有料   | 2話より、1週独占先行配信。 |

| BSテレ東・テレビ大阪 DRAMA ADDICT                    | BSテレ東・テレビ大阪 DRAMA ADDICT  | BSテレ東・テレビ大阪 DRAMA ADDICT      |
| 前番組                                               | 番組名                             | 次番組                                 |
| ---------------------------------------------------- | ---------------------------------- | -------------------------------------- |
| インターホンが鳴るとき （2023年10月12日 - 12月14日） | 蜜と毒 （2024年1月11日 - 3月21日） | 買われた男 （2024年4月18日 - 6月20日） |